# Ibicuitinga
Ibicuitinga este un oraș în statul Ceará (CE) din Brazilia.